# Almindelig filtmos
Almindelig filtmos (Aulacomnium palustre) er et mos, der vokser almindeligt i moser og kær.
Det er nemt at kende på sine iøjnefaldende, lysegrønne skudspidser.
Almindelig filtmos er et kraftigt mos, der vokser i tætte, 3-10 cm høje tuer både på jorden og mellem tørvemos. Bladene er 4-6 mm lange og lancetformede med en tydelig bred ribbe, der når
næsten helt ud til bladspidsen. Stænglerne er beklædt med rødbrun rhizoidfilt. Denne filt hjælper mod udtørring
af planten vha. kapillærkraften . Sporehuse og ynglelegemer er sjældne.
Almindelig filtmos er udbredt på hele den nordlige halvkugle, så langt mod nord
som Svalbard. Desuden er den kendt fra Australien, Tasmanien og New Zealand.